# دانيال مارك إبستاين
دانيال مارك إبستاين (بالإنجليزية: Daniel Mark Epstein)‏ هو كاتب سير أمريكي، ولد في 25 أكتوبر 1948 في واشنطن العاصمة في الولايات المتحدة.